# Game Over (téléfilm)
Pour les articles homonymes, voir Game Over.
Pour plus de détails, voir Fiche technique et Distribution.
Game Over (ou Maximum Surge) est un téléfilm canado-américain de science-fiction réalisé par Jason Bourque, sorti en 2003.

## Synopsis
Un super-ordinateur se connecte à un jeu en ligne et le programmeur du jeu doit entrer dans le monde en réalité virtuelle qu'il a imaginé pour combattre l'ordinateur avant qu'il ne crée un chaos mondial.

## Fiche technique
- Titre : Game Over (ou Maximum Surge)
- Réalisation : Jason Bourque
- Scénario : Keith Shaw
- Musique : John Sereda
- Photographie : Mahlon Todd Williams
- Montage : Paul Tourneur
- Production : Maryvonne Micale
- Société de production : Insight Film Studios
- Société de distribution : York Entertainment (États-Unis)
- Pays :  Canada et  États-Unis
- Genre : Science-fiction
- Durée : 90 minutes
- Dates de diffusion : 
  -  Canada : 23 juin 2003
  -  États-Unis : 6 janvier 2004 (vidéo)

## Distribution
- Yasmine Bleeth : Jo
- Walter Koenig : Drexel
- Dominika Juillet : Elaine Barker
- Woody Jeffreys : Steve Hunter
- Doug Abrahams : M. Brinkman
- Craig McNair : l'officier du NPD Pinkerton
- Marek Wiedman : le commandant
- Alvin Sanders : le professeur Roswell
- Erin Karpluk : Zoey
- France Perras : Synthi
- Manny Petruzzelli : Drexel (voix)
- Brian Dobson : DJ
- Andy Hirsch : Codec
- Dick Miller : le cornerman au match de boxe
- Michael Buffer : le présentateur du match de boxe
- Vincent Schiavelli : Hellman
- Jeremiah Birkett : le chauffeur rasta
- Mike Ditka : le coach de football
- Keith Neubert : le joueur blessé

## Production
La production de téléfilm est assez singulière puisqu'il se compote de 65 minutes d'images originales combinées avec 25 minutes filmées pour des jeux vidéo en full motion video de Digital Pictures : le projet annulé Maximum Surge, Corpse Killer, Prize Fighter, Supreme Warrior et Quarterback Attack with Mike Ditka.